# Mudžmel
 Mudžmel (sažet), prema tefsirskoj podjeli ajeta ajeti, koji u sebi sadrži neku riječ sažetog ili teškog značenja. Pojašnjavaju ih mubejjin ajeti.